# Martin B-26 Marauder
B-26 Marauder (ang. „maruder”, „rabuś”) – amerykański średni samolot bombowy z okresu II wojny światowej budowany przez zakłady Martin w Baltimore.
W latach 1941–1945 zbudowano ponad pięć tysięcy egzemplarzy samolotu w różnych wersjach. Począwszy od wersji „B”, samoloty B-26 miały najniższe straty własne w warunkach bojowych ze wszystkich samolotów amerykańskich biorących udział w wojnie. Mimo to, wersja B-26A znana była jako The Widowmaker z powodu wielu wypadków, jakie miały miejsce podczas startów.
Samolot został zamówiony w 1939 i pierwsze prototypy zeszły z linii produkcyjnej w 1940, po przeprowadzeniu testów wszedł on do produkcji w 1941, cały cykl projektowy zajął mniej niż 24 miesiące.
B-26 był samolotem o znacznie lepszych osiągach niż B-25. Osiągnięto to dzięki użyciu skrzydeł o bardzo małej powierzchni nośnej, co jednak wiązało się z bardzo wysokim ich obciążeniem. Powodowało to spore trudności pilotażowe i utrudniało start i lądowanie oraz było powodem wielu wypadków, szczególnie podczas startu. W tym okresie samolot otrzymał bardzo wiele dosadnych i wulgarnych przezwisk jak Martin Murderer (Martin Zabójca), Baltimore Whore (dziwka z Baltimore) i Flying Prostitute (latająca prostytutka). Dwa ostatnie wiążą się z grą słów w języku angielskim; według pilotów samolot ten, podobnie jak kobiety parające się prostytucją, nie miał „żadnych widocznych sposobów (środków) utrzymania” (no visible means of support), co było aluzją do „braku” skrzydeł i „niemożliwości” utrzymania się samolotu w powietrzu.
Z powodu wielu wypadków powołano specjalną komisję senacką, której zadaniem miało być zbadanie przyczyn powyższych problemów. Przewodniczącym komisji został senator Harry Truman (późniejszy prezydent USA). Zbieg okoliczności sprawił, że w dniu przybycia komisji do Avon Park, gdzie trenowali piloci B-26, rozbiły się aż dwa samoloty i członków komisji przywitały płonące jeszcze wraki.
W wyniku prac komisji zdecydowano się zwiększyć rozpiętość skrzydeł o 1,8 metra, co zmniejszyło prędkość samolotu, ale poprawiło bezpieczeństwo. Mimo to nadal pozostał on trudny w pilotażu i nie był lubiany przez załogi.
Często mylony jest z samolotem Douglas A-26 Invader, który od 1948 roku nosił oznaczenie B-26.

## Główne modele

### B-26
Pierwszy model produkcyjny, uzbrojony w dwa karabiny maszynowe 7,62 mm i dwa 12,7 mm. Z powodu bardzo krótkich skrzydeł sprawiał duże trudności podczas lądowania.

### B-26A
W porównaniu z pierwszą wersją powiększono nieco uzbrojenie, dwa karabiny 7,62 mm zamieniono na 12,7 mm. 52 egzemplarze zostały wysłane do Wielkiej Brytanii, gdzie były znane jako „Marauder I”.

### B-26B, modele 1 do 4
Zwiększone uzbrojenie obronne, pojedynczy karabin maszynowy w ogonie samolotu zamieniono na podwójny, dodano także pojedynczy karabin strzelający w dół. W zależności od wersji posiadał różne typy silników. W Anglii znany jako „Marauder IA”.

### B-26B-10 do B-26B-55
Zwiększono rozpiętość skrzydeł z 19,8m na 21,6 m, przedłużono także statecznik pionowy i dodano dłuższe klapy. Uzbrojenie powiększono do 12 karabinów 12,7 mm. Kabina pilotów została częściowo osłonięta pancerzem.

### B-26F
Zmieniona konstrukcja skrzydła, usunięty jeden z karabinów maszynowych, zmieniona konstrukcja tylnego stanowiska strzeleckiego w ogonie, które zostało także opancerzone.

### B-26G
Ostateczna wersja produkcyjna, ze zmienionym wyposażeniem wewnętrznym w porównaniu z modelem „F”, używana w RAF jako „Marauder III”.